# 坑田镇
坑田镇，是中华人民共和国江西省吉安市永丰县下辖的一个乡镇级行政单位。

## 行政区划
坑田镇下辖以下地区：
坑田村、城头村、秋田村、上田村、模源村、马围村、塘下村、洲头村、罗珠村和南昌排村。